# August Desch
August George "Gus" Desch (Newark, Nova Jersey, 12 de desembre de 1898 - Evanston, Illinois, 14 de novembre de 1964) va ser un atleta estatunidenc, especialista en els 400 metres tanques, que va competir a començaments del segle xx.
El 1920 va prendre part en els Jocs Olímpics d'Anvers, on disputà la prova dels 400 metres tanques del programa d'atletisme. En ella guanyà la medalla de bronze en quedar rere els seus compatriotes Frank Loomis i John Norton.
El 1921 guanyà el campionat de la NCAA de 220 iardes tanques i el de 440 iardes tanques de l'AAU. Estudià a la Universitat de Notre Dame, on jugà a futbol americà.

## Millors marques
- 400 metres tanques. 53.1" (1921)[2]